# Vogelschutzgebiet zwischen Wernigerode und Blankenburg
Vogelschutzgebiet zwischen Wernigerode und Blankenburg este o arie protejată (arie de protecție specială avifaunistică — SPA) din Germania întinsă pe o suprafață de 3.613 ha, integral pe uscat.

## Localizare
Centrul sitului Vogelschutzgebiet zwischen Wernigerode und Blankenburg este situat la coordonatele 51°47′38″N 10°52′35″E / 51.7939°N 10.8764°E.

## Înființare
Situl Vogelschutzgebiet zwischen Wernigerode und Blankenburg a fost declarat arie de protecție specială avifaunistică în martie 2004 pentru a proteja 20 de specii de animale.

## Biodiversitate
Situată în ecoregiunea continentală, aria protejată nu include niciun habitat protejat.
La baza desemnării sitului se află mai multe specii protejate de  păsări (20): uliu porumbar (Accipiter gentilis gentilis), uliu păsărar (Accipiter nisus nisus), minunița (Aegolius funereus), pescăruș albastru (Alcedo atthis), Ardea cinerea cinerea, ciuf-de-pădure (Asio otus), șorecarul comun (Buteo buteo), barză neagră (Ciconia nigra), mierla de apă (Cinclus cinclus), porumbel de scorbură (Columba oenas), ciocănitoarea de stejar (Dendrocopos medius), ciocănitoare neagră (Dryocopus martius), capîntortură (Jynx torquilla), sfrâncioc roșiatic (Lanius collurio), gaia roșie (Milvus milvus), codobatură de munte (Motacilla cinerea), viespar (Pernis apivorus), codroșul de pădure (Phoenicurus phoenicurus), ciocănitoare verzuie (Picus canus), turturică (Streptopelia turtur).
Pe lângă speciile protejate, pe teritoriul sitului au mai fost identificate 1 specie de păsări.